# Mistrovství světa ve vzpírání 2009
77. mužské a 20. ženské Mistrovství světa ve vzpírání proběhlo od 17. do 29. listopadu 2009 v jihokorejském Kojangu (고양) v areálu výstaviště KINTEX.
Nejúspěšnější výpravou se stala reprezentace Číny. Její členové vybojovali 7 dvojbojových titulů a celkem 18 zlatých medailí. ČLR rovněž vyhrála mužskou i ženskou klasifikaci podle bodů. Nejlepší výkony mistrovství předvedli Číňan Lü Siao-ťün (476,3 bS.) mezi muži a reprezentantka Kazachstánu Svetlana Podobedovová (329,9 bS.) mezi ženami.
Českou republiku reprezentovali na mistrovství čtyři muži a jedna žena. Lenka Orságová v kategorii do 63 kg obsadila celkové 17. místo, Petr Slabý (do 62 kg) skončil třiadvacátý, Libor Wälzer (do 105 kg) třináctý, Jiří Orság a Petr Sobotka (nad 105 kg) obsadili celkové osmé, respektive jedenácté místo.

## Přehled medailistů

### Muži

#### Do 56 kg
| Disciplína | Disciplína | Zlato              | Zlato  | Stříbro            | Stříbro | Bronz                 | Bronz  |
| −56 kg     | Dvojboj    | Lung Čching-čchüan | 292 kg | Wu Ťing-piao       | 286 kg  | Sergio Álvarez Boulet | 274 kg |
| −56 kg     | Trh        | Wu Ťing-piao       | 131 kg | Lung Čching-čchüan | 130 kg  | Chalíl El Maoui       | 125 kg |
| −56 kg     | Nadhoz     | Lung Čching-čchüan | 162 kg | Wu Ťing-piao       | 155 kg  | Sergio Álvarez Boulet | 154 kg |

#### Do 62 kg
| Disciplína | Disciplína | Zlato           | Zlato  | Stříbro         | Stříbro | Bronz           | Bronz  |
| −62 kg     | Dvojboj    | Ting Ťien-ťün   | 316 kg | Eko Yuli Irawan | 315 kg  | Jang Fan        | 314 kg |
| −62 kg     | Trh        | Ting Ťien-ťün   | 146 kg | Jang Fan        | 144 kg  | Eko Yuli Irawan | 140 kg |
| −62 kg     | Nadhoz     | Eko Yuli Irawan | 175 kg | Jang Šeng-siung | 170 kg  | Jang Fan        | 170 kg |

#### Do 69 kg
| Disciplína | Disciplína | Zlato      | Zlato  | Stříbro         | Stříbro | Bronz           | Bronz  |
| −69 kg     | Dvojboj    | Liao Chuej | 346 kg | Arakel Mirzojan | 334 kg  | Triyatno        | 330 kg |
| −69 kg     | Trh        | Liao Chuej | 160 kg | Ninel Miculescu | 155 kg  | Arakel Mirzojan | 154 kg |
| −69 kg     | Nadhoz     | Liao Chuej | 186 kg | Kim Sun-bä      | 181 kg  | Triyatno        | 180 kg |

#### Do 77 kg
| Disciplína | Disciplína | Zlato       | Zlato  | Stříbro               | Stříbro | Bronz     | Bronz  |
| −77 kg     | Dvojboj    | Lü Siao-ťün | 378 kg | Tigran G. Martirosjan | 370 kg  | Su Ta-ťin | 365 kg |
| −77 kg     | Trh        | Lü Siao-ťün | 174 kg | Tigran G. Martirosjan | 170 kg  | Su Ta-ťin | 165 kg |
| −77 kg     | Nadhoz     | Sa Džä-hjok | 205 kg | Lü Siao-ťün           | 204 kg  | Su Ta-ťin | 200 kg |

#### Do 85 kg
| Disciplína | Disciplína | Zlato         | Zlato  | Stříbro               | Stříbro | Bronz             | Bronz  |
| −85 kg     | Dvojboj    | Lu Jung       | 383 kg | Sjarhej Lahun         | 380 kg  | Vladimir Kuzněcov | 376 kg |
| −85 kg     | Trh        | Lu Jung       | 175 kg | Tigran V. Martirosjan | 172 kg  | Sjarhej Lahun     | 171 kg |
| −85 kg     | Nadhoz     | Sjarhej Lahun | 209 kg | Lu Jung               | 208 kg  | Gevorik Porosjan  | 208 kg |

#### Do 94 kg
| Disciplína | Disciplína | Zlato          | Zlato  | Stříbro        | Stříbro | Bronz            | Bronz  |
| −94 kg     | Dvojboj    | Vladimir Sedov | 402 kg | Nizami Paşayev | 387 kg  | Kim Min-džä      | 384 kg |
| −94 kg     | Trh        | Vladimir Sedov | 185 kg | Arťom Ivanov   | 180 kg  | Kim Min-džä      | 178 kg |
| −94 kg     | Nadhoz     | Kim Son-džong  | 218 kg | Vladimir Sedov | 217 kg  | Valeriu Calancea | 211 kg |

#### Do 105 kg
| Disciplína | Disciplína | Zlato         | Zlato  | Stříbro         | Stříbro | Bronz          | Bronz  |
| −105 kg    | Dvojboj    | Marcin Dołęga | 421 kg | Dmitrij Lapikov | 416 kg  | Albert Kuzilov | 408 kg |
| −105 kg    | Trh        | Marcin Dołęga | 195 kg | Dmitrij Lapikov | 194 kg  | Albert Kuzilov | 187 kg |
| −105 kg    | Nadhoz     | Marcin Dołęga | 226 kg | Dmitrij Lapikov | 222 kg  | Albert Kuzilov | 221 kg |

#### Nad 105 kg
| Disciplína | Disciplína | Zlato        | Zlato  | Stříbro      | Stříbro | Bronz         | Bronz  |
| +105 kg    | Dvojboj    | An Jong-kwon | 445 kg | Arťom Udačyn | 445 kg  | Ihor Šymečko  | 427 kg |
| +105 kg    | Trh        | Ihor Šymečko | 202 kg | Arťom Udačyn | 200 kg  | An Jong-kwon  | 198 kg |
| +105 kg    | Nadhoz     | An Jong-kwon | 247 kg | Arťom Udačyn | 245 kg  | Andrej Kozlov | 231 kg |

### Ženy

#### Do 48 kg
| Disciplína | Disciplína | Zlato                | Zlato  | Stříbro              | Stříbro | Bronz                | Bronz  |
| −48 kg     | Dvojboj    | Wang Ming-ťüan       | 208 kg | Sibel Özkanová Özová | 206 kg  | Nurcan Taylanová     | 205 kg |
| −48 kg     | Trh        | Wang Ming-ťüan       | 93 kg  | Nurcan Taylanová     | 90 kg   | Sibel Özkanová Özová | 89 kg  |
| −48 kg     | Nadhoz     | Sibel Özkanová Özová | 117 kg | Nurcan Taylanová     | 115 kg  | Wang Ming-ťüan       | 115 kg |

#### Do 53 kg
| Disciplína | Disciplína | Zlato              | Zlato  | Stříbro           | Stříbro | Bronz                  | Bronz  |
| −53 kg     | Dvojboj    | Zulfija Činšanlová | 219 kg | Čchen Siao-tching | 218 kg  | Jun Džin-hi            | 209 kg |
| −53 kg     | Trh        | Čchen Siao-tching  | 95 kg  | Jun Džin-hi       | 93 kg   | Světlana Čeremšanovová | 92 kg  |
| −53 kg     | Nadhoz     | Zulfija Činšanlová | 129 kg | Čchen Siao-tching | 123 kg  | Jun Džin-hi            | 116 kg |

#### Do 58 kg
| Disciplína | Disciplína | Zlato       | Zlato  | Stříbro              | Stříbro | Bronz           | Bronz  |
| −58 kg     | Dvojboj    | Li Süe-jing | 239 kg | Nastassja Novikavová | 225 kg  | Julija Kalinová | 215 kg |
| −58 kg     | Trh        | Li Süe-jing | 107 kg | Nastassja Novikavová | 100 kg  | Julija Kalinová | 96 kg  |
| −58 kg     | Nadhoz     | Li Süe-jing | 132 kg | Nastassja Novikavová | 125 kg  | Julija Kalinová | 119 kg |

#### Do 63 kg
| Disciplína | Disciplína | Zlato               | Zlato  | Stříbro               | Stříbro | Bronz                 | Bronz  |
| −63 kg     | Dvojboj    | Majja Manezová      | 246 kg | Světlana Carukajevová | 246 kg  | Sibel Şimşeková       | 243 kg |
| −63 kg     | Trh        | Viktorija Savenková | 112 kg | Hanna Bacjušková      | 112 kg  | Světlana Carukajevová | 111 kg |
| −63 kg     | Nadhoz     | Majja Manezová      | 141 kg | Sibel Şimşeková       | 135 kg  | Kuo Si-jen            | 135 kg |

#### Do 69 kg
| Disciplína | Disciplína | Zlato             | Zlato  | Stříbro          | Stříbro | Bronz         | Bronz  |
| −69 kg     | Dvojboj    | Nazik Avdaljanová | 266 kg | Oxana Slivenková | 264 kg  | Čang Šao-ling | 248 kg |
| −69 kg     | Trh        | Nazik Avdaljanová | 119 kg | Oxana Slivenková | 118 kg  | Čang Šao-ling | 112 kg |
| −69 kg     | Nadhoz     | Nazik Avdaljanová | 147 kg | Oxana Slivenková | 146 kg  | Čang Šao-ling | 136 kg |

#### Do 75 kg
| Disciplína | Disciplína | Zlato                 | Zlato  | Stříbro   | Stříbro | Bronz                  | Bronz  |
| −75 kg     | Dvojboj    | Svetlana Podobedovová | 292 kg | Cchao Lej | 269 kg  | Hripsime Churšudjanová | 267 kg |
| −75 kg     | Trh        | Svetlana Podobedovová | 132 kg | Cchao Lej | 121 kg  | Hripsime Churšudjanová | 120 kg |
| −75 kg     | Nadhoz     | Svetlana Podobedovová | 160 kg | Cchao Lej | 148 kg  | Hripsime Churšudjanová | 147 kg |

#### Nad 75 kg
| Disciplína | Disciplína | Zlato              | Zlato  | Stříbro            | Stříbro | Bronz          | Bronz  |
| +75 kg     | Dvojboj    | Džang Mi-ran       | 323 kg | Taťjana Kaširinová | 303 kg  | Meng Su-pching | 296 kg |
| +75 kg     | Trh        | Taťjana Kaširinová | 138 kg | Džang Mi-ran       | 136 kg  | Meng Su-pching | 131 kg |
| +75 kg     | Nadhoz     | Džang Mi-ran       | 187 kg | Taťjana Kaširinová | 165 kg  | Meng Su-pching | 165 kg |

## Medaile podle zúčastněných zemí
Pozn.: Pouze „velké“ dvojbojové medaile.
| Pořadí | Stát        | Zlato | Stříbro | Bronz |
| ------ | ----------- | ----- | ------- | ----- |
| 1.     | Čína        | 7     | 3       | 3     |
| 2.     | Kazachstán  | 4     | -       | 1     |
| 3.     | Jižní Korea | 2     | -       | 2     |
| 4.     | Arménie     | 1     | 2       | 1     |
| 5.     | Polsko      | 1     | -       | -     |
| 6.     | Rusko       | -     | 4       | -     |
| 7.     | Bělorusko   | -     | 2       | -     |
| T8     | Turecko     | -     | 1       | 2     |
| T8     | Ukrajina    | -     | 1       | 2     |
| 10.    | Indonésie   | -     | 1       | 1     |
| 11.    | Ázerbájdžán | -     | 1       | -     |
| T12    | Gruzie      | -     | -       | 1     |
| T12    | Kuba        | -     | -       | 1     |
| T12    | Macao       | -     | -       | 1     |

## Bodová klasifikace zemí
Pozn.: Bodují se umístění v trhu, nadhozu a dvojboji podle oficiálních pravidel IWF. Maximální celkový počet startujích z jednoho státu je 8 mužů a 7 žen.

### Muži
| Pořadí | Stát                   | Body | Počet startujících |
| ------ | ---------------------- | ---- | ------------------ |
| 1.     | Čína                   | 623  | 8                  |
| 2.     | Jižní Korea            | 503  | 8                  |
| 3.     | Rusko                  | 392  | 7                  |
| 4.     | Ázerbájdžán            | 355  | 7                  |
| 5.     | Kuba                   | 353  | 6                  |
| 6.     | Ukrajina               | 332  | 6                  |
| 7.     | Polsko                 | 315  | 7                  |
| 8.     | Egypt                  | 295  | 6                  |
| 9.     | Arménie                | 231  | 4                  |
| 10.    | Spojené státy americké | 225  | 7                  |
| …      |                        |      |                    |
| 20.    | Česko                  | 136  | 4                  |

### Ženy
| Pořadí | Stát        | Body | Počet startujících |
| ------ | ----------- | ---- | ------------------ |
| 1.     | Čína        | 514  | 7                  |
| 2.     | Jižní Korea | 429  | 7                  |
| 3.     | Turecko     | 408  | 7                  |
| 4.     | Rusko       | 398  | 7                  |
| 5.     | Kazachstán  | 385  | 6                  |
| 6.     | Mexiko      | 273  | 7                  |
| 7.     | Thajsko     | 272  | 7                  |
| 8.     | Japonsko    | 253  | 7                  |
| 9.     | Polsko      | 231  | 5                  |
| 10.    | Bělorusko   | 230  | 4                  |
| …      |             |      |                    |
| 33.    | Česko       | 27   | 1                  |